# 短身穆氏暗光魚
短身穆氏暗光鱼（学名：Maurolicus breviculus）为輻鰭魚綱巨口魚目褶胸鱼科的其中一種。分布於東南太平洋區的厄瓜多及加拉巴哥群島海域，棲息深度可達375公尺，體長可達3.4公分，為深海魚類，會進行垂直性洄游，屬肉食性，以甲殼類及小魚等為食。

## 扩展阅读
維基物種上的相關：短身穆氏暗光魚